# 英国铁路5A型客车
英国铁路5A型客车（British Rail Mark 5A）是英国铁路业者“奔寧特快”所使用的一型铁路客车，由西班牙铁路车辆制造商“铁路建设和协助公司”制造。用于由机车牵引的列车。构造速度125英里/小时（约201千米/小时）。 2019年8月24日投入运营，初始运营线路位于利物浦莱姆街站↔斯卡伯勒站之间的铁路线路上，并计划在曼彻斯特机场站↔雷德卡中央车站的铁路线路上使用。

## 概述
2016年，英国铁路业者“奔寧特快”向西班牙铁路车辆制造商“铁路建设和协助公司”订购126辆（节）新型铁路车辆，包括66节“英国铁路5A型客车”。这批铁路客车被编成13列5节编组的旅客列车，由“英国铁路68型柴电机车”牵引，编组包括1台英国铁路68型柴电机车、1节一等座车（设乘务员办公区和餐饮服务）、1节带无障碍洗手间的二等座车、2节普通二等座车、1节二等座无动力控制车。另有一节“英国铁路5A型客车”为备份车卡。
2016年10月，制造商开始制造“英国铁路5A型客车”。 2017年3月，铁路建设和协助公司向奔寧特快提供第一批“英国铁路5A型客车”照片。 奔寧特快将旗下的新型列车的品牌名称定为“新星列车”（Nova），将由“英国铁路68型柴电机车”和“英国铁路5A型客车”组成的旅客列车的品牌名称定为“新星3列车”（Nova 3）。 2019年4月，铁路建设和协助公司在完成相关测试后正式向奔寧特快交付第一列完整的“新星3列车”。
 

2019年8月24日，“英国铁路5A型客车”投入运营。2019年11月25日，奔寧特快在利物浦莱姆街站公开展示包括“新星3列车”（Nova 3）在你的多型“新星列车”（Nova）。

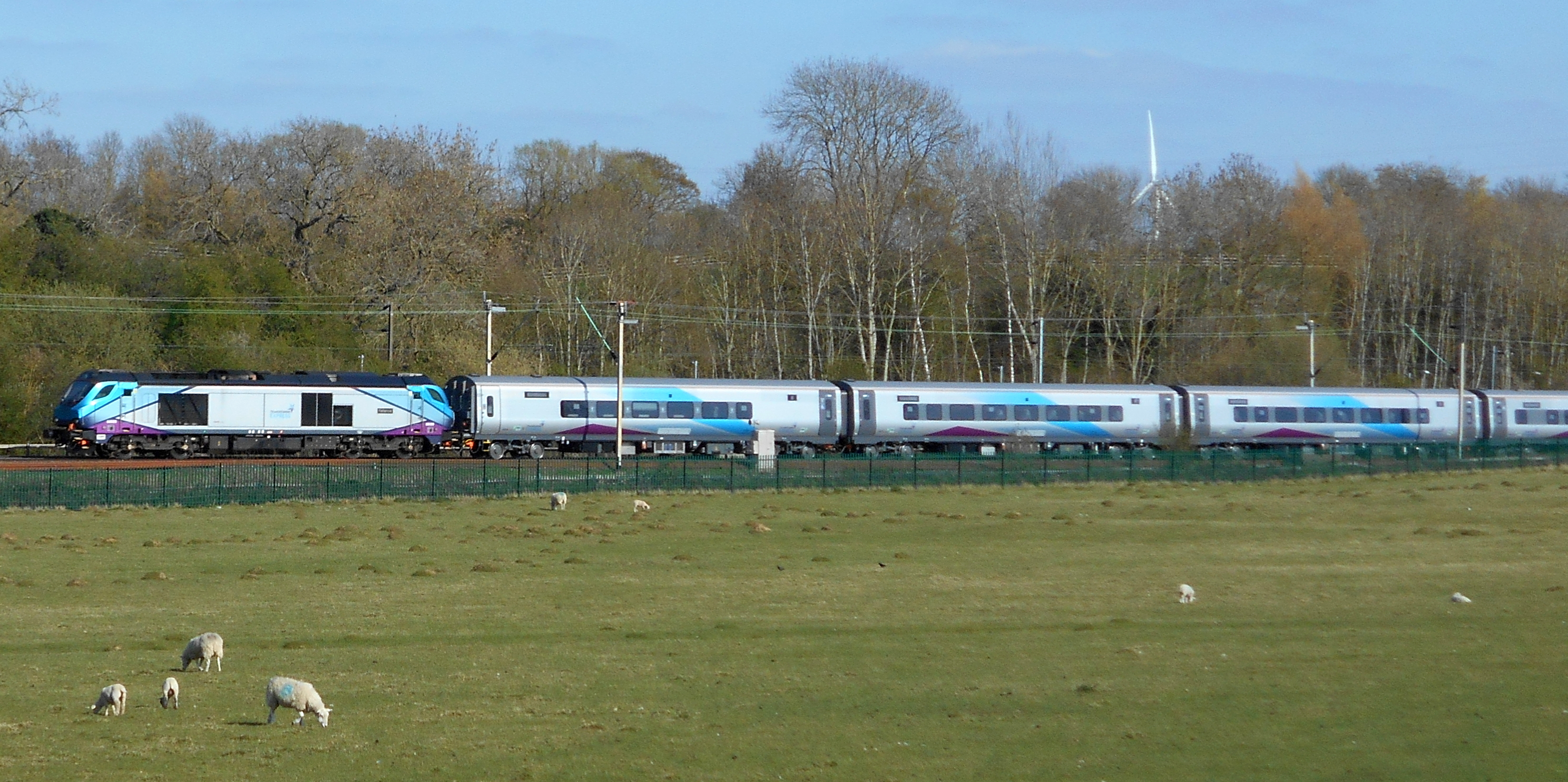
奔寧特快（英语：TransPennine Express）的“英国铁路5A型客车”实验开行，由英国铁路68型柴电机车（英语：British Rail Class 68）牵引。
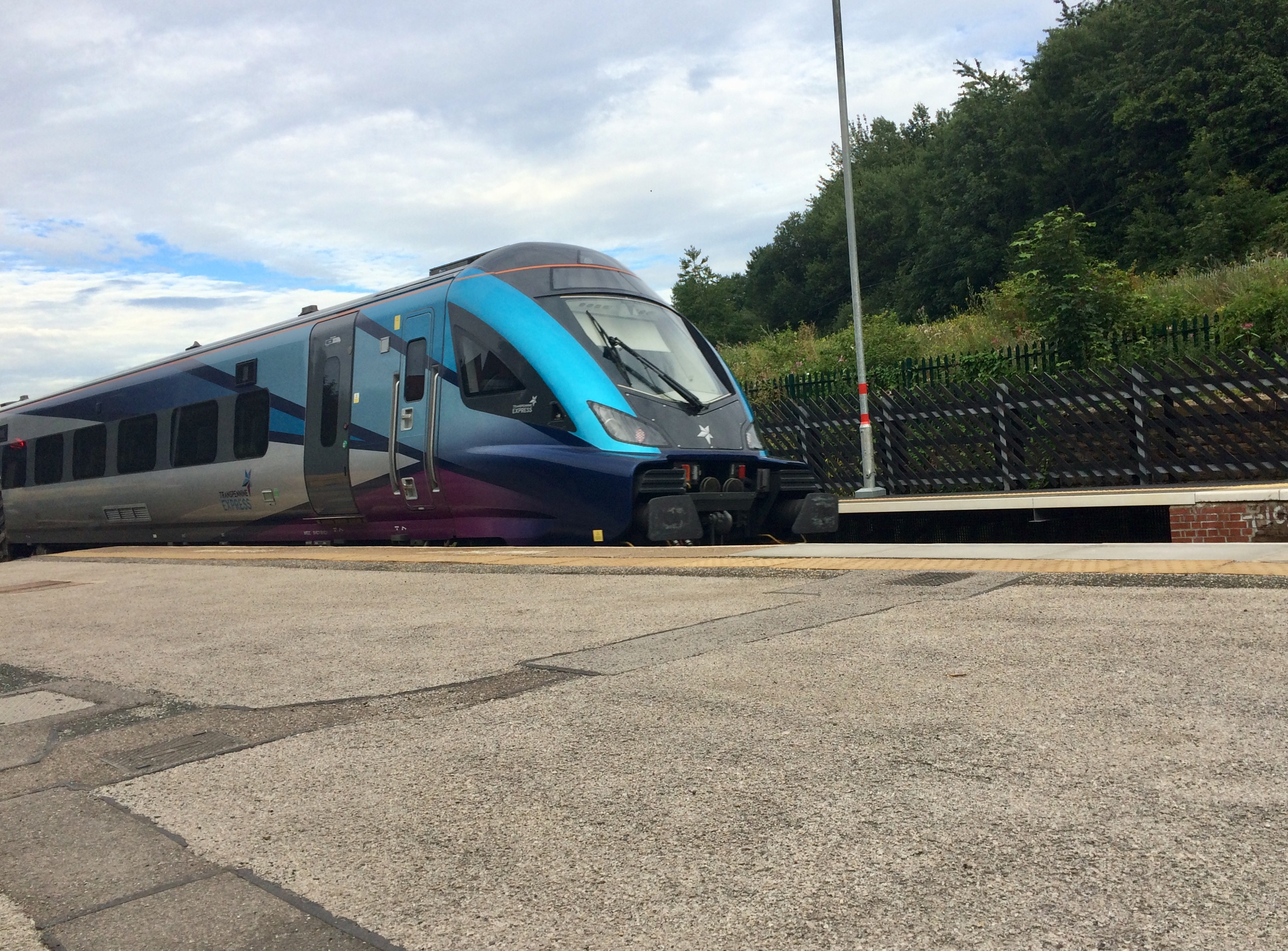
“英国铁路5A型客车”二等座无动力控制车